# ハンス＝マルティン・リンデ
ハンス＝マルティン・リンデ（Hans-Martin Linde, 1930年5月24日 - ）は、ドイツ出身のフルート奏者、リコーダー奏者、指揮者。

## 経歴
1930年、ノルトライン＝ヴェストファーレン州ヴェルネ生まれ。フライブルク音楽院でグスタフ・シェックにフルート、コンラート・レヒナーに合唱指揮を学んだ。
音楽院卒業後は、しばらく故郷の音楽学校でフルートと合唱指揮を教えていたが、次第にリコーダーやフラウト・トラヴェルソに興味を持つようになった。1955年からケルンの西ドイツ放送局のオーケストラのフルート奏者として勤務。1957年からバーゼル・スコラ・カントルムの教師となり、アウグスト・ヴェンツィンガーの率いる合奏団にフルート奏者として在籍した。1972年にはバーゼル・スコラ・カントルムの同僚たちと「リンデ・コンソート」を結成した。
1976年から1979年までバーゼル音楽院の院長を務め、1979年から1995年まで同音楽院で合唱指揮の講座と音楽院の合唱団の指揮を担当した。